# At the Devil's Door
At the Devil's Door (titulada originalment Home) és una pel·lícula de terror sobrenatural estatunidenca del 2014 dirigida per Nicholas McCarthy. La pel·lícula es va estrenar el 9 de març de 2014 a South by Southwest. És protagonitzada per Naya Rivera com una dona atrapada enmig d'esdeveniments fantasmals.

## Argument
El seu nou xicot li diu a una adolescent Hannah (Ashley Rickards) que pot aconseguir 500 dòlars jugant a un joc dirigit per un vell que viu en un tràiler. Després de guanyar el joc, el vell (Michael Massee) li indica que vagi a la cruïlla i digui el seu nom perquè "ell" sàpiga a qui agafar. A casa més tard aquella nit, la noia escolta veus al seu dormitori abans de ser aixecada a l'aire i llançada contra la paret.
L’agent immobiliari Leigh (Catalina Sandino Moreno) està intentant vendre la casa de Chuck (Dan Roebuck) i Royanna (Jan Broberg). Mentre repassa els diferents detalls de la propietat de la parella, troba el rotllo de 500 dòlars al calaix inferior d'un dormitori. Més tard, Leigh diu als propietaris que va veure una noia dins de casa seva. La parella suposa que la Leigh va veure la seva filla desapareguda, Charlene, que va fugir amb el seu xicot uns mesos abans.
Quan la Leigh torna a la casa de la parella, troba "Charlene". La Leigh truca en Chuck per fer-li saber que va trobar la Charlene; tanmateix, Chuck li diu a Leigh que la policia va trobar la seva filla en un centre comercial local fa hores. Desconcertada, Leigh mira els fitxers de la casa de la parella i troba un article amb la imatge de "Charlene". Leigh s'adona que la noia que havia vist era en realitat Hannah White, una noia que s'havia suïcidat el 1987. Leigh s'adona que la Hannah està desapareguda i intenta buscar-la a casa. Troba la Hannah en una habitació buida, mirant-se a un mirall. Quan la Leigh intenta parlar amb Hannah, és atacada per una força invisible, cau a terra i mor.
En una seqüència de flashback, es mostra a Hannah intentant cremar el rotllo de diners a la pica del bany. La seva mare li recorda una feina de cangur, que aviat espera. Mentre els pares estan en una festa, arriba la Hannah, clarament alterada mentalment, i els informa als pares: "El vostre nadó ha mort. Esteu tots morts". Corrent cap a casa, els pares troben el nadó amagat sota un armari però il·lès. Llavors Hannah va cap al seu dormitori i, mentre lluita amb una força invisible, es penja. Tornant al temps present, Hannah es divideix en dos i emergeix una criatura.
Aquella nit, la Vera (Naya Rivera), la germana de la Leigh, té un malson que la seva germana està morta i l'avisa. Després de rebre una trucada telefònica de la policia, el forense informa a Vera que Leigh va morir per causes naturals. Més tard, a casa de Leigh, la Vera troba els fitxers de la Leigh de la casa de la parella i visita l'antiga amiga de la infància de l'Hannah. L'amiga de l'Hannah revela que l'Hannah havia estat embarassada abans de morir. Molta gent creia que Hannah s'havia suïcidat a causa del seu embaràs. No obstant això, l'amiga de l'Hannah insisteix que l'Hannah havia estat verge i que potser s'hagués suïcidat per evitar que naixia el seu fill sobrenatural. Com que l'Hannah s'havia matat, el dimoni que havia intentat posseir el seu fill es va fer càrrec del seu cos fins que va poder trobar un altre cos.
La Vera torna a casa seva, on és agredida per una força demoníaca que la llança per una finestra per caure dos pisos. Vera es desperta en un hospital; fa vuit mesos que està en coma. El metge li diu que estava embarassada quan va passar. Durant la seva ecografia, la Vera veu una cara demoníaca al monitor i demana una cesària immediata. Durant la cesària, la Vera es nega a agafar el nadó i, en canvi, el dóna en adopció. Després de sortir de l'hospital, la Vera torna a la casa i fa la foto trencada d'ella i de la Leigh que havia vist abans, que s'havia utilitzat com a decoració de l'antiga casa d'Hannah.
Sis anys més tard, la filla de la Vera està asseguda mirant les notícies sobre una inundació devastadora. La seva mare adoptiva li demana que no ho vegi, però la petita no diu res i canvia de canal sense moure's. Quan la mare adoptada li informa d'una visita aviat, la petita no li fa cas i torna a canviar de canal a les notícies. La Vera visita la seva filla i li diu que sap qui és realment la nena i demana saber per què va ser escollida. La noia fuig. Vera la persegueix fins a una casa abandonada al bosc i intenta matar-la. Tanmateix, la noia, els ulls de la qual s'han tornat negres, controla la Vera perquè no la pugui matar. En adonar-se que la lluita no té sentit, la Vera i la noia marxen. Mentre les mares adoptives busquen frenèticament la noia, la Vera es mostra al seu cotxe amb la noia il·lesa.
A l'escena final, la noia li diu a la Vera: "Sabia que tornaries per mi, mare". Mentre s'allunyen, s'escolta la lectura d'un passatge parafrasejat del llibre cristià d'Apocalipsis en la veu de la filla.

## Repartiment
- Naya Rivera com a Vera
- Catalina Sandino Moreno com a Leigh
- Ashley Rickards com a Hannah
- Ava Acres com a noia
- Michael Massee com a oncle Mike
- Wyatt Russell com a Sam
- Nick Eversman com a Calvin
- Tara Buck com a Yolanda
- Bresha Webb com a Becky
- Olivia Crocicchia com a Charlene
- Jennifer Aspen com a Lori
- Daniel Roebuck com a Chuck
- Arshad Aslam com a Seth
- Rob Brownstein com el Dr. Daninsky
- Laura Kai Chen com el Dr. Kim
- Assaf Cohen com el Dr. Aranda
- Kent Faulcon com a Davis
- Kate Flannery com a Rosemary
- Shaun O'Hagan com
- Marca Steger com a home prim
- Kelsey Heller com la jove Lori

## Producció
Els plans per filmar At the Devil's Door es van anunciar per primera vegada el 2012 amb el títol Home, poc després de l'estrena del debut com a director de McCarthy el 2012 The Pact. El rodatge es va acabar el gener de 2013.

## Recepció
Rotten Tomatoes, un agregador de ressenyes, informa que el 43% dels 23 crítics enquestats van donar a la pel·lícula una crítica positiva; la nota mitjana va ser de 6,08/10. El consens dels crítics del lloc web diu: "At the Devil's Door no té escassetat d'estil esgarrifós; malauradament, això no és suficient per distreure's d'una història sense inspiració que mai aprofita el seu potencial." Metacritic li va donar una puntuació mitjana ponderada de 47 sobre 100, basada en 8 crítiques, indicant "crítiques mixtes o mitjanes".
Escrivint a Variety, Dennis Harvey no va recomanar la pel·lícula, però en va elogiar alguns aspectes, afirmant: "Tot i que decebedora pel que fa al contingut, la segona pel·lícula de McCarthy encara demostra una atenció admirable a coses que solen patir en esforços d'horror més superficialment cridaners, sobretot un rerefons creïble del món real (les ubicacions indefinites del sud de Califòrnia suggereixen una classe mitjana que s'enfila desafortunadament cap a la pobresa), els avantatges naturalistes i l'hàbit d'afavorir la moderació esgarrifosa per sobre dels moments "gotcha!". (Tot i així, la foto podria haver-se utilitzat un o dos més d'aquests últims.) Les contribucions tecnològiques i de disseny són igualment elaborades." Alan Scherstuhl va escriure una ressenya similar a The Village Voice, escrivint: "McCarthy demostra que ha dominat les coses que ja sabem ens espanten a la pantalla; a continuació, què tal alguna cosa que no esperem?" Fearnet va anomenar At the Devil's Door "una obra impressionant" i va remarcar que "funciona com un conjunt elegant i admirablement impredictible, i d'alguna manera sembla que també funciona com a tres capítols diferents."
We Got This Covered va fer una crítica mixta, afirmant que la pel·lícula era "una història de fantasmes esgarrifosa que m'encantaria recomanar-me, però una vegada més vaig lluitar per mantenir una connexió constant amb el desconcertant guió de Nicholas McCarthy. ple d'idees emocionants i moments brillants de pur terror, però res no és consistent." La crítica de la millor pel·lícula de terror deia: "Quan incorpores tres actuacions extremadament potents de tres noies molt atractives (Catalina Sandino Moreno com a Leigh, Ashley Rickards com a Hannah i Naya Rivera com a Vera) tens una recepta molt real per a l'èxit." EFilmCritic.com com va elogiar les actuacions: "Són prou bones per fer que el final sigui més satisfactori del que sembla inicialment després que les coses s'hagin enfonsat una mica, fins i tot si la pel·lícula de tant en tant sembla que s'està preparant alguna cosa una mica més grandiós." Sound on Sight va escriure: "Donar suport als ensurts és un repartiment fort". Frank Scheck de The Hollywood Reporter va escriure: "L'atmosfera esgarrifosa no és suficient per compensar la història confusa."